# Ypthima singala
Ypthima singala är en fjärilsart som beskrevs av Felder 1868. Ypthima singala ingår i släktet Ypthima och familjen praktfjärilar. Inga underarter finns listade i Catalogue of Life.